# Социальная коммерция
Социальная коммерция — это подвид электронной коммерции, которая предполагает использование социальных средств массовой информации, социальных сетей и интернет-СМИ, которые поддерживают социальные взаимодействия, и пользователей для оказания помощи в онлайн покупке и продаже продуктов и услуг. Другими словами, социальная коммерция — использование социальных сетей в контексте транзакций электронной торговли.
В более узком смысле социальная коммерция — сфера продаж товаров и услуг в соцсетях, которые имеют свои собственные интегрированные средства для торговых операций.

## История
Термин социальная коммерция был введён Yahoo! в ноябре 2005 года, чтобы описать ряд онлайн-средств совместной работы пользователей на коммерческих сайтах и специальных опций, таких как общедоступные общие списки выбора, пользовательские рейтинги и другой контент, сгенерированный пользователями, касающийся интернет-покупок.
Концепция социальной коммерции была разработана Дэвидом Бизелем (David Beisel) для обозначения пользователями рекламного содержания на сайтах электронной коммерции, и Стивом Рубелем (Steve Rubel). Включает в себя средства совместной работы электронной коммерции, которые позволяют покупателям получать советы и рекомендации от других пользователей, находить товары и услуги, а затем покупать их, основываясь на увиденных рекомендациях.
Сегодня область социальной коммерции постоянно расширяется за счёт добавления новых и новых возможностей обмена информацией с помощью социальных медиа и других современных интернет-СМИ.

## Элементы
Сообщество
Когда люди находят человека или группу людей, которые разделяют те же ценности, симпатии, убеждения и т. д., они более преданы сообществу, в котором они чувствуют себя принятыми. Когда это происходит, они, как правило, следуют тем же тенденциям, что и группа, и когда один участник представляет новую идею или продукт, оно принимается с большей готовностью на основе предыдущего установленного доверия.
Социальное доказательство
Публичные отзывы покупателей о товарах и услугах полезно поощрять. Это формирует доверие к продавцу. 55 % покупателей просматривают социальные сети, когда ищут информацию о товаре. Решение может быть основано на рекомендациях других людей, которые купили тот же продукт. Если существует множество отзывов пользователей о товаре, то потребитель будет более склонен принять решение купить этот товар. Если много «лайков», потребитель будет чувствовать себя более уверенно при совершении покупки.
Дефицит
Большое внимание уделяется продуктам, которые либо пользующимися высоким спросом, либо рассматриваются как дефицитный товар. Поэтому убеждённость в покупку чего-то уникального, особенного или дефицитного способствует росту желания совершить покупку. Информация в социальных сетях може формировать именно такие представления о товаре.

## Основные черты
Основные 6 характеристик социальной коммерции были обсуждены на конференции Фонда социальных инноваций BankInter 2011 года по социальным технологиям.
- Контент — основная возможность для взаимодействия с клиентами, потенциальными клиентами и заинтересованными сторонами. Ранними примерами социальной коммерции были сайты об организациях, которые превратились в обширный объём материалов, публикуемых в режиме реального времени.

- Сообщество — специфичное отношение к аудитории с целью построения устойчивых отношений путём предоставления ощутимой ценности. Ранние воплощения сообществ были реализованы при помощи регистрации с указанием электронной почты. Такие сообщества превратились в онлайн-форумы, чаты и группы участников, где пользователи могут взаимодействовать друг с другом. Социальные сети являются дальнейшим развитием концепции сообществ. Ещё одной тенденцией является использование отзывов и фотографий клиентов компании вместо стандартного рекламного объявления или баннера[7].

- Коммерция — способность удовлетворять потребности клиентов посредством транзакций онлайн-магазинов, банков, страховых компаний, сайтов туристических услуг.

- Контекст — онлайн можно отслеживать реальные события, таким как бизнес или место. Данные доступны организациям и могут учитываться в маркетинге или общении с клиентом.

- Взаимосвязи — сети документируют связи между людьми, коммуникация между которыми может становиться элементом социальной коммерции.

- Коммуникация — прямое общение между сторонами быстрее выявляет потребность, которая может быть удовлетворена. Задача заключается в том, чтобы поставщики могли использовать эти разговоры и сопоставлять их с ассортиментом продуктов и услуг, которые они предоставляют. Простые примеры такого общения: помещение желаемых объектов на свою доску Pinterest или «Мне нравится» в социальных сетях. Мелани Косс, менеджера по маркетингу Yotpo, отмечает: «Сегодня самые успешные бренды электронной коммерции стремятся не просто привлечь внимание к социальным сетям, но присоединиться к разговору».[7]

## Варианты
Социальная коммерция может не иметь  привязки к конкретному продавцу или товару. Например, ресурс Zazzle позволяет пользователям делиться своими покупками; проект Macy’s позволяет пользователям создавать опросы, чтобы найти нужный продукт; сайт Fab.com показывает в прямом эфире, что покупают другие участники.
При этом в социальных сетях могут быть представлены производители или торговые сети, которые фактически действуют  за пределами сайта ритейла. Однако, по мнению Bloomberg, многие крупные бренды, похоже, отказываются от такого подхода.
Во многих исследованиях отмечается феномен блогеров, информация от которых многие из подписчиков считают более достоверной, чем от традиционных СМИ или высказываний знаменитостей.  Аккаунты блогеров быстро обрастают подписчиками во всех социальных сетях, имеют достаточно целевую аудиторию с высоким  уровнем вовлечённости.

## Примеры
Вот некоторые известные примеры социальной коммерции:
Betabrand: онлайн-бренд, выпускающий новые товары каждую неделю на основании идей, которые коллективно создаются в сообществе пользователями.
Cafepress: интернет-магазин товаров изготовленных по индивидуальному заказу.
Eventbrite: онлайн-сервис по продаже билетов, который позволяет организаторам мероприятий планировать, настраивать продажи билетов, продвигать события, делать публикации в Facebook, Twitter прямо из интерфейса сайта.